# Покров (городской округ Клин)
Покров — деревня в Клинском районе Московской области России. Относится к городскому поселению Клин. Население — 46 чел. (2010).
Стоит на реке Жорновка.
Ближайшие населённые пункты:
Рубчиха, Давыдково, Покровка, посёлок Чайковского.

## История
Впервые упоминается в духовной грамоте от 1545 года.
В селе была церковь, запустела до начала 1624 года.
Упоминается в клировой ведомости села Головково в 1766 году: «…деревня Покровская на пустоши Покрова, в 9 верстах от Клина на речке Жернавке, имела 61 душу населения…»
В 1851 году в ходе строительства Николаевской железной дороги, был основан населённый пункт Покровка.
В «Указателе селений и жителей уездов Московской губернии» 1852 года — казённая деревня 2-го стана Клинского уезда Московской губернии в 80 верстах от столицы и 8 верстах от уездного города, близ Санкт-Петербурго-Московского тракта, с 35 дворами и 317 жителями (158 мужчин, 159 женщин). В деревне располагалось волостное правление и сельская расправа.
Во время Великой Отечественной войны была в оккупации две недели.

## Население
| 2002 | 2006 | 2010 |
| ---- | ---- | ---- |
| 44   | ↘37  | ↗46  |

## Достопримечательности
Живописный ландшафт Клинско-Дмитровской гряды.

## Транспорт
В 2 км от деревни проходит главный ход Октябрьской железной дороги.
До деревни можно добраться от автовокзала г.Клин на автобусе №49 Клин-п.Чайковского-Давыдково.